# Carlos Carabajal
Carlos Carabajal (La Banda, 12 de septiembre de 1929-Santiago del Estero, 24 de agosto de 2006) fue un folclorista, cantor y compositor argentino.
Conocido como «el padre de la chacarera» fue integrante de una familia de músicos del folclore argentino; fue el quinto de los doce hijos de Francisco Rosario Carabajal y María Luisa Paz («madre de la chacarera»), hermano de Cuti, padre de Peteco, Graciela y Demi, y abuelo de Roxana.

## Trayectoria
Empezó a tocar la guitarra en peñas cuando tenía dieciséis años. En compañía de un bailarín se presentaba en pueblos de Santiago del Estero (Quimilí, Tintina, Campo Gallo, Monte Quemado) y tocaba durante dos o tres horas.
En la década del 50 grabó con Hugo Díaz, Los Kary Huaynas, El Chañarcito, Santiago Manta, Los Manseros Santiagueños -con Leocadio del Carmen Torres, Onofre Paz y Carlos Leguizamón-, Los Changos Bandeños. En 1967 compuso junto a Coco Diaz el éxito "El mimoso".
Con Los Manseros Santiagueños estuvo hasta 1965; desde 1967 integró el grupo Los Carabajal -con Agustín Carabajal, Cuti Carabajal y Kali Carabajal- hasta 1971.  En esos tiempos inicia su trayectoria como solista con giras por Bolivia, España y Brasil.

## Vida personal
Tuvo varios oficios que alternó con su vocación de músico, fue albañil, hombreador de reses en frigoríficos y de bolsas en el puerto, entre otros trabajos, principalmente en Buenos Aires en donde estuvo un par de años desde 1956.
Carlos y su hermano Agustín fueron los creadores del Festival Nacional de la Chacarera que anualmente se realiza en Santiago del Estero, en el que actuó por última vez el 5 de enero de 2006.

## Muerte
Falleció en la ciudad capital de Santiago del Estero el 24 de agosto de 2006 tras sufrir un accidente cerebrovascular.

## Compositor
Entre sus composiciones se destaca Salud Santiago del Estero, obra integral con letra de Pablo Raúl Trullenque; compuso más de un centenar de canciones junto a autores como Cristóforo Juárez, Marcelo Ferreyra, Peteco y Juan Carlos Carabajal, entre otros.
La primera canción compuesta por él, Debajo del puente negro (1959), con letra de Pedro Evaristo Díaz, fue grabada por Los Kary Huainas.
Algunas de sus canciones:
| - Mi abuelo tenía un violín. Autor y compositor. - La del olvido. Autor y compositor. - Borrando fronteras. Autor y compositor. - La Pockoi pacha. Letra de Cristóforo Juárez. - Chacarera del patio. Letra de Pablo Raúl Trullenque. - Entre a mi pago sin golpear. Letra de Pablo Raúl Trullenque. - Que más se puede pedir. Letra de Cristóforo Juárez. - La sacha pera. Coautoría con Oscar Valles. - Sembremos la chacarera. Letra de Juan Carlos Carabajal. - Viejo río Dulce. Letra de Marcelo Ferreyra - Alma challuera. Letra de Cristóforo Juárez. | - El campo te está esperando. Coautoría con Peteco Carabajal. - A la sombra de mi mama. Letra de Cristóforo Juárez. - Chacarera perdida. - Desde el puente carretero. - Domingo santiagueño. - El embrujo de mi tierra. - Entra a mi hogar. - A don Ponciano Luna. - Qué suerte ser santiagueño. |

## Homenajes
En junio de 2002 Peteco, Roxana, Los Carabajal, Raly Barrionuevo y el Dúo Coplanacu, entre otros artistas, llevaron a cabo un recital homenaje a Carlos Carabajal en el teatro Astral de Buenos Aires.
En 2012 se realizó en su homenaje el documental Chacarera, con producción general de Peteco Carabajal y dirección de Miguel Miño, que se presentó en el cine Gaumont de Buenos Aires en septiembre de 2013. La película ganó el premio a la mejor música de largometrajes documentales en el Festival Internacional Unasur Cine de 2012.